# Saint-Fulgent-des-Ormes
Saint-Fulgent-des-Ormes település Franciaországban, Orne megyében. Lakosainak száma 174 fő (2022. január 1.). Saint-Fulgent-des-Ormes Chemilli, Saint-Pierre-des-Ormes, Igé, Origny-le-Roux, Vaunoise és Saint-Cosme-en-Vairais községekkel határos.

## Népesség
A település népessége az elmúlt években az alábbi módon változott:
| Lakosok száma | 177  | 169  | 167  | 162  | 160  | 157  | 163  | 168  | 174  |
|               | 2013 | 2015 | 2016 | 2017 | 2018 | 2019 | 2020 | 2021 | 2022 |